# Tabla de cuerdas de Ptolomeo

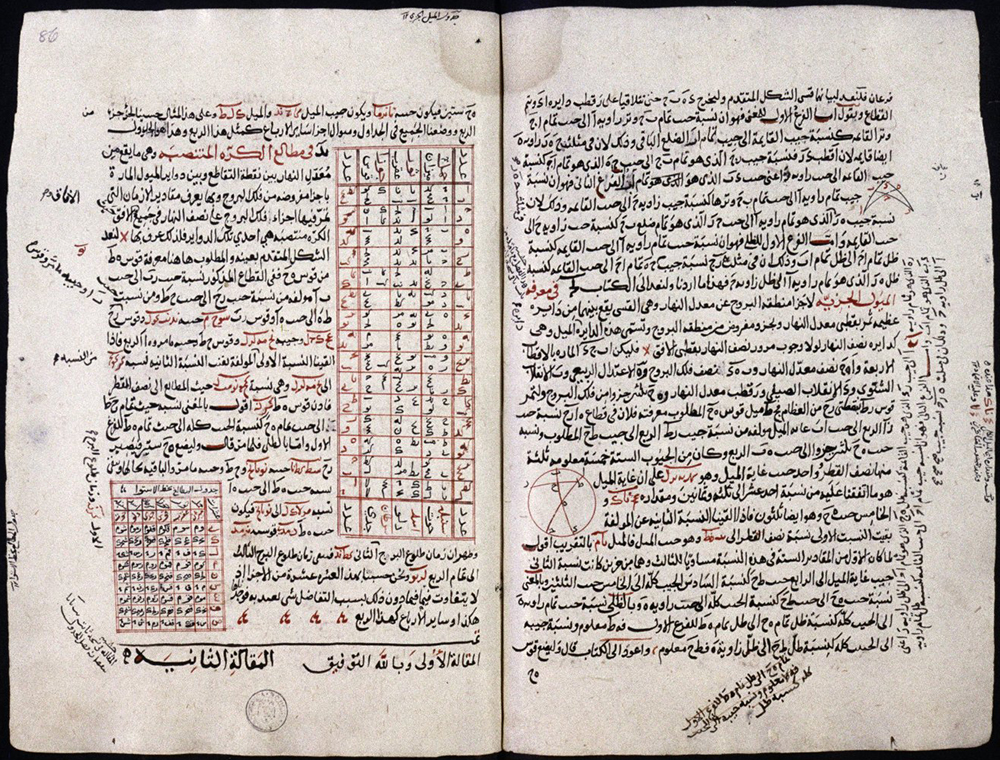
Tablas en una edición en árabe del Almagesto de Ptolomeo

La tabla de cuerdas, creada por el astrónomo, geómetra y geógrafo griego Ptolomeo en Egipto durante el siglo II d. C., es una tabla trigonométrica contenida en el Libro I, Capítulo 11 del Almagesto, un tratado sobre astronomía matemática. Es esencialmente equivalente a una tabla de valores de la función seno. Fue la primera tabla trigonométrica suficientemente extensa para muchos propósitos prácticos, incluidos los de la astronomía (una tabla anterior de cuerdas calculada por Hiparco solo incluía las cuerdas de arcos que eran múltiplos de 712° = π24 radianes). Pasaron siglos antes de que se crearan tablas trigonométricas más extensas. Una de esas tablas es el Canon Sinuum, creado a finales del siglo XVI.

## La función cuerda y la tabla

Ejemplo: La longitud de la cuerda que subtiende un arco de (109+1/2)° es aproximadamente 98)

Una cuerda de una circunferencia es un segmento de una recta cuyos puntos finales están en la propia circunferencia. Ptolomeo usó una circunferencia cuyo diámetro medía 120 unidades. Tabuló la longitud de una serie de cuerdas cuyos puntos finales estaban separados por un arco de n grados, para valores de n que van de 1/2 a 180, con incrementos de 1/2. En notación moderna, la longitud de la cuerda correspondiente a un arco de θ grados es 
{\displaystyle {\begin{aligned}&\operatorname {cuerda} (\theta )=120\sin \left({\frac {\theta ^{\circ }}{2}}\right)\\={}&60\cdot \left(2\,\sin \left({\frac {\pi \theta }{360}}{\text{ radianes}}\right)\right).\end{aligned}}}
Cuando θ varía de 0 a 180, la longitud de la cuerda en el círculo utilizado por Ptolomeo para un arco de θ° varía entre 0 y 120. Para arcos muy pequeños, la longitud de la cuerda está en relación con el arco del ángulo expresado en grados como π es a 3, o más precisamente, la proporción puede acercarse tanto como se desee a π/3 ≈ 1.04719755, haciendo θ suficientemente pequeño. Así, para el arco de (1/2)°, la longitud de cuerda es ligeramente mayor que el valor del ángulo expresado en grados. Cuando el arco aumenta, la proporción entre el arco y la cuerda disminuye. Cuándo el arco alcanza 60°, la longitud de la cuerda es exactamente igual al número de grados del arco, es decir, 60° = 60. Para arcos de más de 60°, la cuerda es menor que el arco, hasta alcanzar el arco de 180°, cuando la cuerda mide tan solo 120 unidades.
Las partes fraccionarias de las longitudes de las cuerdas estaban expresadas en números sexagesimales (base 60). Por ejemplo, cuando la tabla indica que la longitud de una cuerda subtendida por un arco de 112°, es 99 29 5, entonces tiene una longitud de: 
{\displaystyle 99+{\frac {29}{60}}+{\frac {5}{60^{2}}}=99.4847{\overline {2}},}
redondeado a la fracción más próxima de 1/602.
Después de las columnas del arco y de la cuerda, una tercera columna está etiquetada como "sexagésima". Para un arco de θ°, la entrada en la columna "sexagésima" es
{\displaystyle {\frac {\operatorname {cuerda} \left(\theta +{\tfrac {1}{2}}^{\circ }\right)-\operatorname {cuerda} \left(\theta ^{\circ }\right)}{30}}.}
Este es el número promedio de sexagésimas de una unidad que debe agregarse a la cuerda (de θ°) cada vez que el ángulo aumenta en un minuto de arco, entre la entrada para θ° y para (θ+1/2)°. Por lo tanto, se utiliza para realizar una interpolación lineal. Glowatzki y Göttsche demostraron que Ptolomeo debió de haber calculado cuerdas con cinco posiciones sexigesimales para lograr el grado de precisión que figura en la columna "sexagésimos".
{\displaystyle {\begin{array}{|l|rrr|rrr|}\hline {\text{arco}}^{\circ }&{\text{cuerda}}&&&{\text{sexagésimos}}&&\\\hline {}\,\,\,\,\,\,\,\,\,\,{\tfrac {1}{2}}&0&31&25&0\quad 1&2&50\\{}\,\,\,\,\,\,\,1&1&2&50&0\quad 1&2&50\\{}\,\,\,\,\,\,\,1{\tfrac {1}{2}}&1&34&15&0\quad 1&2&50\\{}\,\,\,\,\,\,\,\vdots &\vdots &\vdots &\vdots &\vdots &\vdots &\vdots \\109&97&41&38&0\quad 0&36&23\\109{\tfrac {1}{2}}&97&59&49&0\quad 0&36&9\\110&98&17&54&0\quad 0&35&56\\110{\tfrac {1}{2}}&98&35&52&0\quad 0&35&42\\111&98&53&43&0\quad 0&35&29\\111{\tfrac {1}{2}}&99&11&27&0\quad 0&35&15\\112&99&29&5&0\quad 0&35&1\\112{\tfrac {1}{2}}&99&46&35&0\quad 0&34&48\\113&100&3&59&0\quad 0&34&34\\{}\,\,\,\,\,\,\,\vdots &\vdots &\vdots &\vdots &\vdots &\vdots &\vdots \\179&119&59&44&0\quad 0&0&25\\179{\frac {1}{2}}&119&59&56&0\quad 0&0&9\\180&120&0&0&0\quad 0&0&0\\\hline \end{array}}}

## Cómo Ptolomeo calculó las cuerdas
El Capítulo 10 del Libro I del Almagesto presenta los teoremas geométricos usado para calcular cuerdas. Ptolomeo usó el razonamiento geométrico basado en la Proposición 10 del Libro XIII de los Elementos de Euclides para calcular las cuerdas de 72° y 36°. Esa Proposición establece que si un pentágono equilátero está inscrito en un círculo, entonces el área de un cuadrado cuyo lado mida como el lado del pentágono, es igual a la suma de las áreas de un cuadrado construido sobre el lado de un hexágono, y de un cuadrado construido sobre el lado de un decágono, ambos inscritos en el mismo círculo:
(CuadradoL5=CuadradoL6+CuadradoL10)
Utilizó el teorema de Ptolomeo en cuadriláteros inscritos sobre un círculo para deducir fórmulas para la cuerda del arco mitad, de la suma de dos arcos y de la diferencia de dos arcos. El teorema establece que para un cuadrilátero inscrito en un círculo, el producto de las longitudes de las diagonales es igual a la suma de los productos de los dos pares de longitudes de lados opuestos. Las deducciones de las identidades trigonométricas se basan en un cuadrilátero cíclico, en el que un lado es un diámetro del círculo. 
Para encontrar las cuerdas de los arcos de 1° y 1/2°, utilizó aproximaciones basadas en la desigualdad de Aristarco. La desigualdad establece que para dos arcos α y β, si 0 <β <α <90°, entonces
{\displaystyle {\frac {\sin \alpha }{\sin \beta }}<{\frac {\alpha }{\beta }}<{\frac {\tan \alpha }{\tan \beta }}.}
Ptolomeo mostró que para arcos de 1° y 1/2°, las aproximaciones dan correctamente las dos primeras posiciones sexigesimales después de la parte entera.

## El sistema de numeración y la apariencia de la tabla no traducida
Las longitudes de los arcos del círculo, en grados, y las partes enteras de las longitudes de las cuerdas, se expresaron en un sistema de numeración de base 10, que utilizaba 21 de las letras del alfabeto griego con los significados que figuran en la siguiente tabla y un símbolo "∠ ′ ", que significa 1/2, y un círculo completo '○' que llena un espacio en blanco (representando eficazmente el cero). Dos de las letras, etiquetadas como 'arcaicas' en la tabla siguiente, no habían estado en uso en el idioma griego desde algunos siglos antes de que se escribiera el Almagesto, pero todavía se usaban como números y notas musicales. 
{\displaystyle {\begin{array}{|rlr|rlr|rlr|}\hline \alpha &\mathrm {alpha} &1&\iota &\mathrm {iota} &10&\rho &\mathrm {rho} &100\\\beta &\mathrm {beta} &2&\kappa &\mathrm {kappa} &20&\vdots &\vdots &\vdots \\\gamma &\mathrm {gamma} &3&\lambda &\mathrm {lambda} &30&&&\\\delta &\mathrm {delta} &4&\mu &\mathrm {mu} &40&&&\\\varepsilon &\mathrm {epsilon} &5&\nu &\mathrm {nu} &50&&&\\\mathrm {\stigma} &\mathrm {stigma\ (arcaica)} &6&\xi &\mathrm {xi} &60&&&\\\zeta &\mathrm {zeta} &7&\mathrm {o} &\mathrm {omicron} &70&&&\\\eta &\mathrm {eta} &8&\pi &\mathrm {pi} &80&&&\\\theta &\mathrm {theta} &9&\mathrm {\koppa} &\mathrm {koppa\ (arcaica)} &90&&&\\\hline \end{array}}}
Así, por ejemplo, un arco de 143+1/2° se expresa como ρμγ∠ ′. Como la tabla solo alcanza hasta 180°, no se usan los números griegos para 200 y superiores.
Las partes fraccionarias de las longitudes de las cuerdas requerían una gran precisión, y se incluyeron en dos columnas en la tabla: la primera columna da un múltiplo entero de 1/60, en el rango 0-59, la segunda un múltiplo entero de 1/602 = 1/3600, también en el rango 0–59.
Así, en la edición de Heiberg del Almagesto con la tabla de cuerdas de las páginas 48-63, el principio de la tabla, que corresponde a arcos entre 1° y 7+1/2°, aparece así: 
{\displaystyle {\begin{array}{ccc}\pi \varepsilon \rho \iota \varphi \varepsilon \rho \varepsilon \iota {\tilde {\omega }}\nu &\varepsilon {\overset {\text{'}}{\nu }}\theta \varepsilon \iota {\tilde {\omega }}\nu &{\overset {\text{`}}{\varepsilon }}\xi \eta \kappa \mathrm {o} \sigma \tau {\tilde {\omega }}\nu \\{\begin{array}{|l|}\hline \quad \angle '\\\alpha \\\alpha \;\angle '\\\hline \beta \\\beta \;\angle '\\\gamma \\\hline \gamma \;\angle '\\\delta \\\delta \;\angle '\\\hline \varepsilon \\\varepsilon \;\angle '\\\mathrm {\stigma} \\\hline \mathrm {\stigma} \;\angle '\\\zeta \\\zeta \;\angle '\\\hline \end{array}}&{\begin{array}{|r|r|r|}\hline \circ &\lambda \alpha &\kappa \varepsilon \\\alpha &\beta &\nu \\\alpha &\lambda \delta &\iota \varepsilon \\\hline \beta &\varepsilon &\mu \\\beta &\lambda \zeta &\delta \\\gamma &\eta &\kappa \eta \\\hline \gamma &\lambda \theta &\nu \beta \\\delta &\iota \alpha &\iota \mathrm {\stigma} \\\delta &\mu \beta &\mu \\\hline \varepsilon &\iota \delta &\delta \\\varepsilon &\mu \varepsilon &\kappa \zeta \\\mathrm {\stigma} &\iota \mathrm {\stigma} &\mu \theta \\\hline \mathrm {\stigma} &\mu \eta &\iota \alpha \\\zeta &\iota \theta &\lambda \gamma \\\zeta &\nu &\nu \delta \\\hline \end{array}}&{\begin{array}{|r|r|r|r|}\hline \circ &\alpha &\beta &\nu \\\circ &\alpha &\beta &\nu \\\circ &\alpha &\beta &\nu \\\hline \circ &\alpha &\beta &\nu \\\circ &\alpha &\beta &\mu \eta \\\circ &\alpha &\beta &\mu \eta \\\hline \circ &\alpha &\beta &\mu \eta \\\circ &\alpha &\beta &\mu \zeta \\\circ &\alpha &\beta &\mu \zeta \\\hline \circ &\alpha &\beta &\mu \mathrm {\stigma} \\\circ &\alpha &\beta &\mu \varepsilon \\\circ &\alpha &\beta &\mu \delta \\\hline \circ &\alpha &\beta &\mu \gamma \\\circ &\alpha &\beta &\mu \beta \\\circ &\alpha &\beta &\mu \alpha \\\hline \end{array}}\end{array}}}
Más adelante en la tabla, se puede ver la naturaleza de base 10 de los números que expresan las partes enteras del arco y la longitud de la cuerda. Por lo tanto, un arco de 85° se escribe como πε (π para 80 y ε para 5) y no se divide en 60 + 25. La longitud de la cuerda correspondiente es 81 más una parte fraccional. La parte entera comienza con πα, que tampoco se divide en 60 + 21. Sin embargo, la parte fraccionaria, 4/60 +15/602, se escribe como δ (representando 4), en la columna 1/60 seguido por ιε (representando 15), en la columna 1/602. 
{\displaystyle {\begin{array}{ccc}\pi \varepsilon \rho \iota \varphi \varepsilon \rho \varepsilon \iota {\tilde {\omega }}\nu &\varepsilon {\overset {\text{'}}{\nu }}\theta \varepsilon \iota {\tilde {\omega }}\nu &{\overset {\text{`}}{\varepsilon }}\xi \eta \kappa \mathrm {o} \sigma \tau {\tilde {\omega }}\nu \\{\begin{array}{|l|}\hline \pi \delta \angle '\\\pi \varepsilon \\\pi \varepsilon \angle '\\\hline \pi \mathrm {\stigma} \\\pi \mathrm {\stigma} \angle '\\\pi \zeta \\\hline \end{array}}&{\begin{array}{|r|r|r|}\hline \pi &\mu \alpha &\gamma \\\pi \alpha &\delta &\iota \varepsilon \\\pi \alpha &\kappa \zeta &\kappa \beta \\\hline \pi \alpha &\nu &\kappa \delta \\\pi \beta &\iota \gamma &\iota \theta \\\pi \beta &\lambda \mathrm {\stigma} &\theta \\\hline \end{array}}&{\begin{array}{|r|r|r|r|}\hline \circ &\circ &\mu \mathrm {\stigma} &\kappa \varepsilon \\\circ &\circ &\mu \mathrm {\stigma} &\iota \delta \\\circ &\circ &\mu \mathrm {\stigma} &\gamma \\\hline \circ &\circ &\mu \varepsilon &\nu \beta \\\circ &\circ &\mu \varepsilon &\mu \\\circ &\circ &\mu \varepsilon &\kappa \theta \\\hline \end{array}}\end{array}}}
La tabla tiene 45 líneas en cada una de las ocho páginas, para un total de 360 líneas.